# Rangierbahnhof Basel-Muttenz

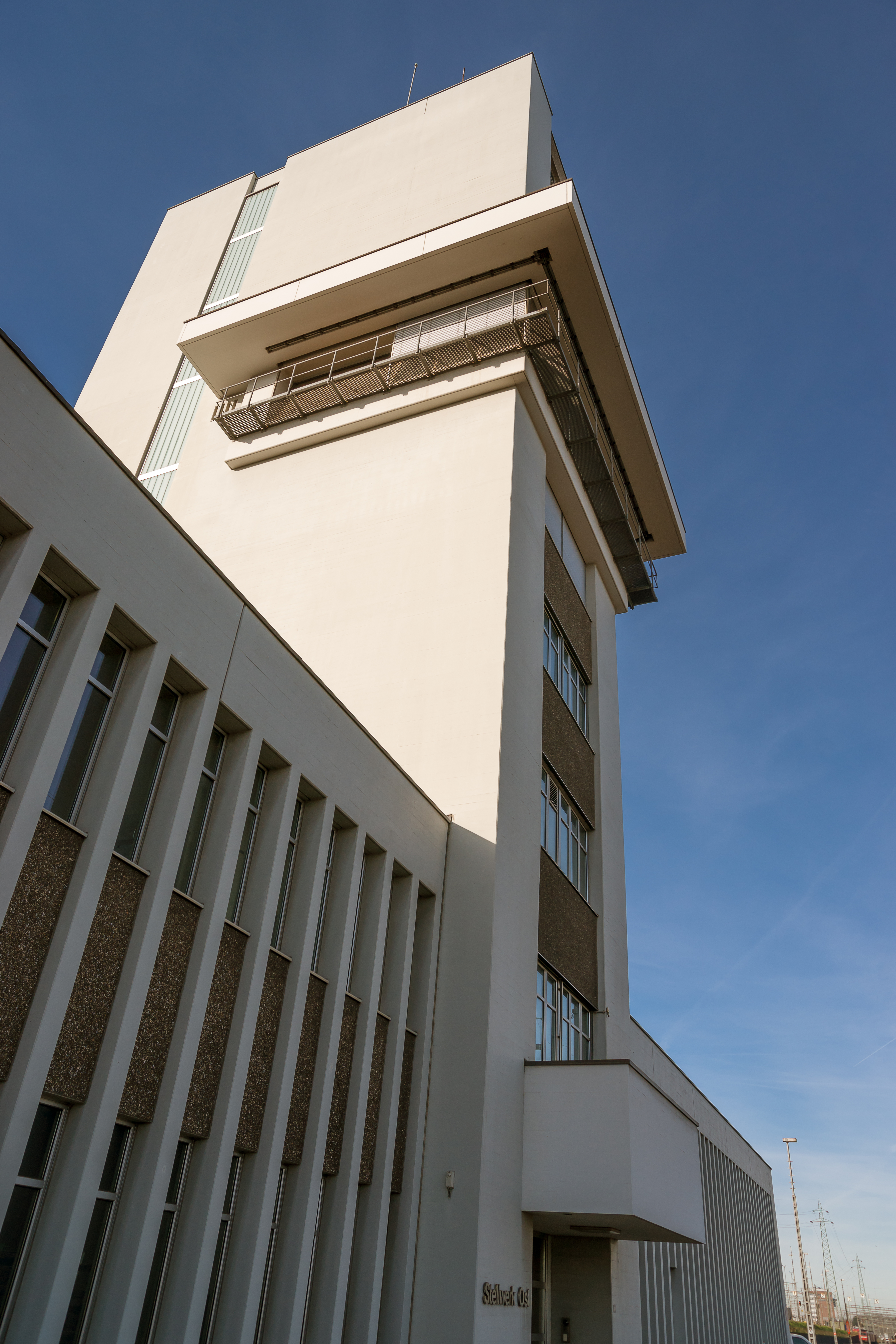
Stellwerksgebäude Ost (2018)

Der Rangierbahnhof Basel-Muttenz, offiziell Basel SBB RB, ist ein Grenzrangierbahnhof in der Schweiz. Er dient somit vor allem der Formation von Güterzügen im Nord-Süd-Verkehr und nicht dem innerschweizerischen Verkehr. Er wird durch die Division Infrastruktur der SBB (Abteilung Betrieb) betrieben.
Basel SBB RB ist als zweiseitiger Rangierbahnhof angelegt:
Parallel zum Personenbahnhof Muttenz (615772 / 264791) liegen in Richtung Norden Basel SBB RB I (616132 / 264743) für den Nord-Süd-Verkehr (also für Züge aus Deutschland, Frankreich und den Rheinhäfen) und Basel SBB RB II (616358 / 264843) für den Süd-Nord-Verkehr.

## Geschichte

Hauptdienstgebäude, Luftbild (1956)

Der nach Plänen von Alfred Ramseyer erbaute Rangierbahnhof Basel-Muttenz I wurde 1933 eröffnet und ersetzte den am 10. März 1876 eröffneten Güterbahnhof Wolf in seiner Funktion als Rangierbahnhof. Aus Kostengründen wurde der Bau von Basel SBB RB II in den 1920er-Jahren bis 1956 zurückgestellt; die Eröffnung fand 1976 statt.

## Technik
Der Rangierbahnhof Basel-Muttenz ist nach der klassischen Gliederung aufgebaut mit einer Unterteilung in Einfahrgruppe, Richtungsgruppe mit Ablaufberg, Stationsgruppe und Ausfahrgruppe. Güterzüge aus dem Norden erreichen den Rangierbahnhof über die Basler Verbindungsbahn. Diese und der Rangierbahnhof sind sowohl mit schweizerischer wie auch mit deutscher Zugsicherung ausgerüstet, zudem wird der deutsche Stromabnehmerraum freigehalten. Somit können Züge aus Deutschland den Rangierbahnhof ohne Umspannen direkt erreichen. Von Frankreich her besteht ebenfalls eine Verbindungslinie, die am Personenbahnhof Basel SBB vorbeiführt. Allerdings müssen hier Zweifrequenzlokomotiven eingesetzt werden, diese können unter 16,7 Hz mit deutscher PZB fahren.

## Galerie

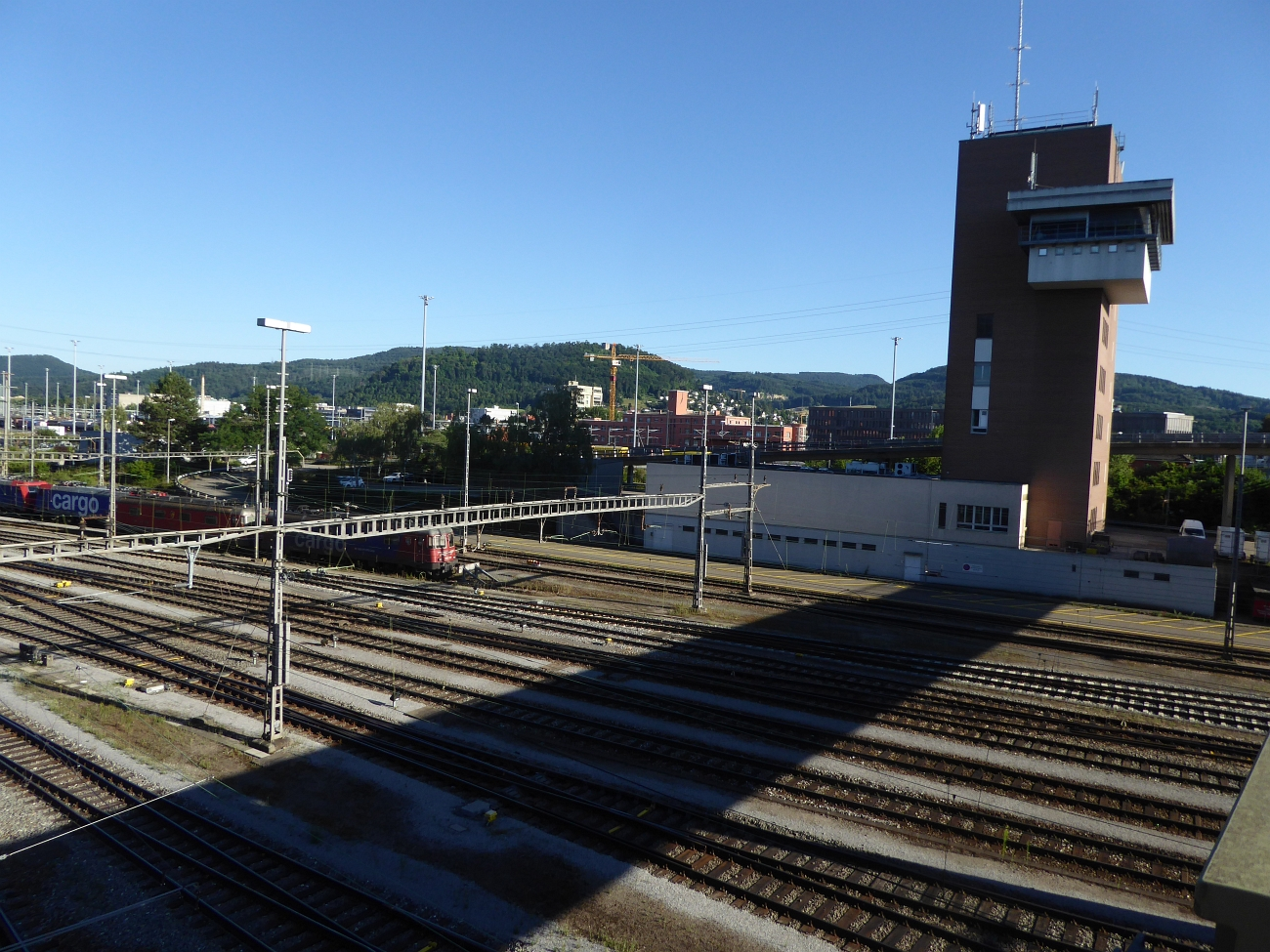
Stellwerksgebäude West (2022)
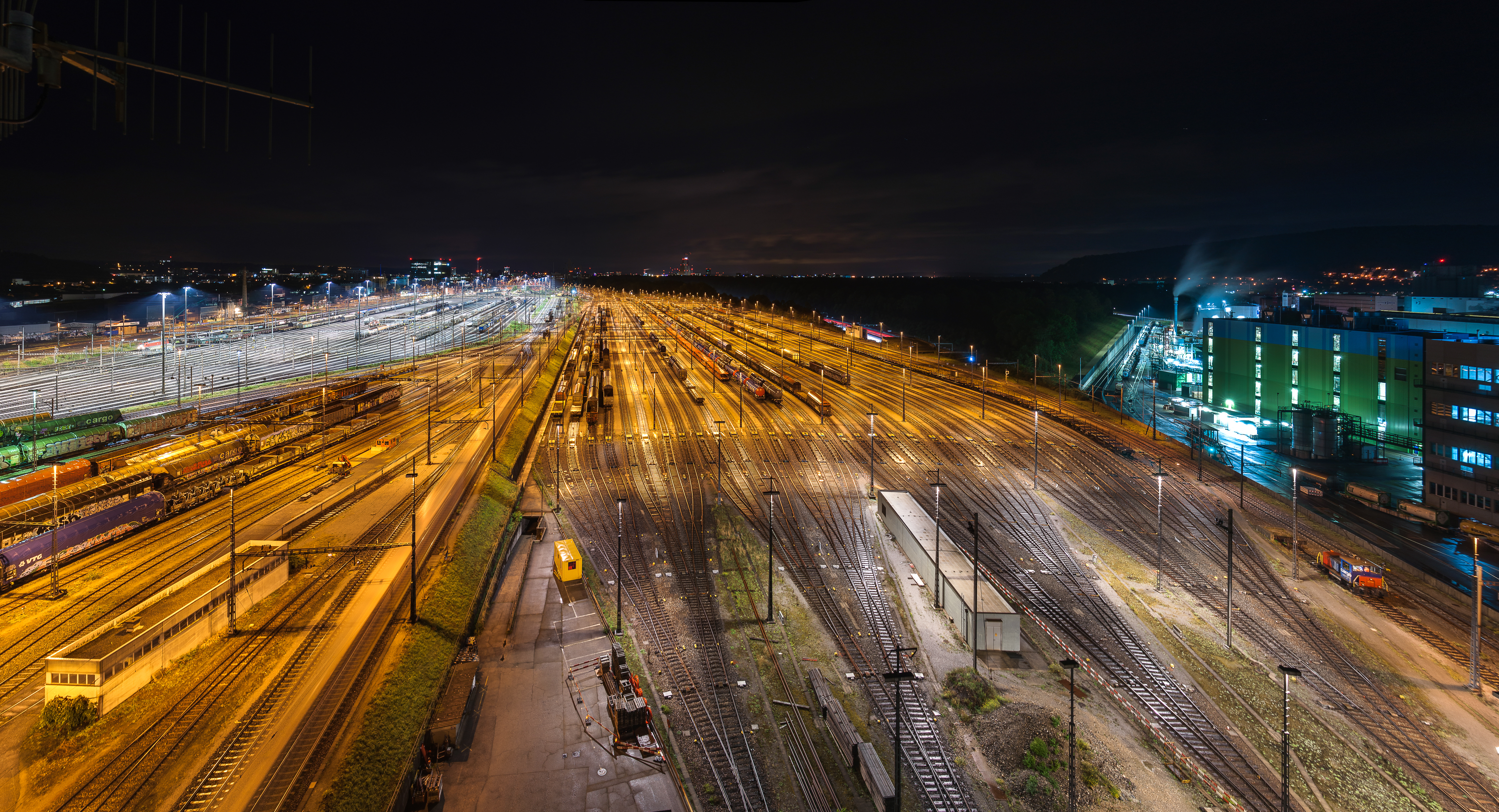
Verteilzone und Richtungsgleise des RB II, links mit weißer LED-Beleuchtung die Richtungsgleise des RB I (2020)
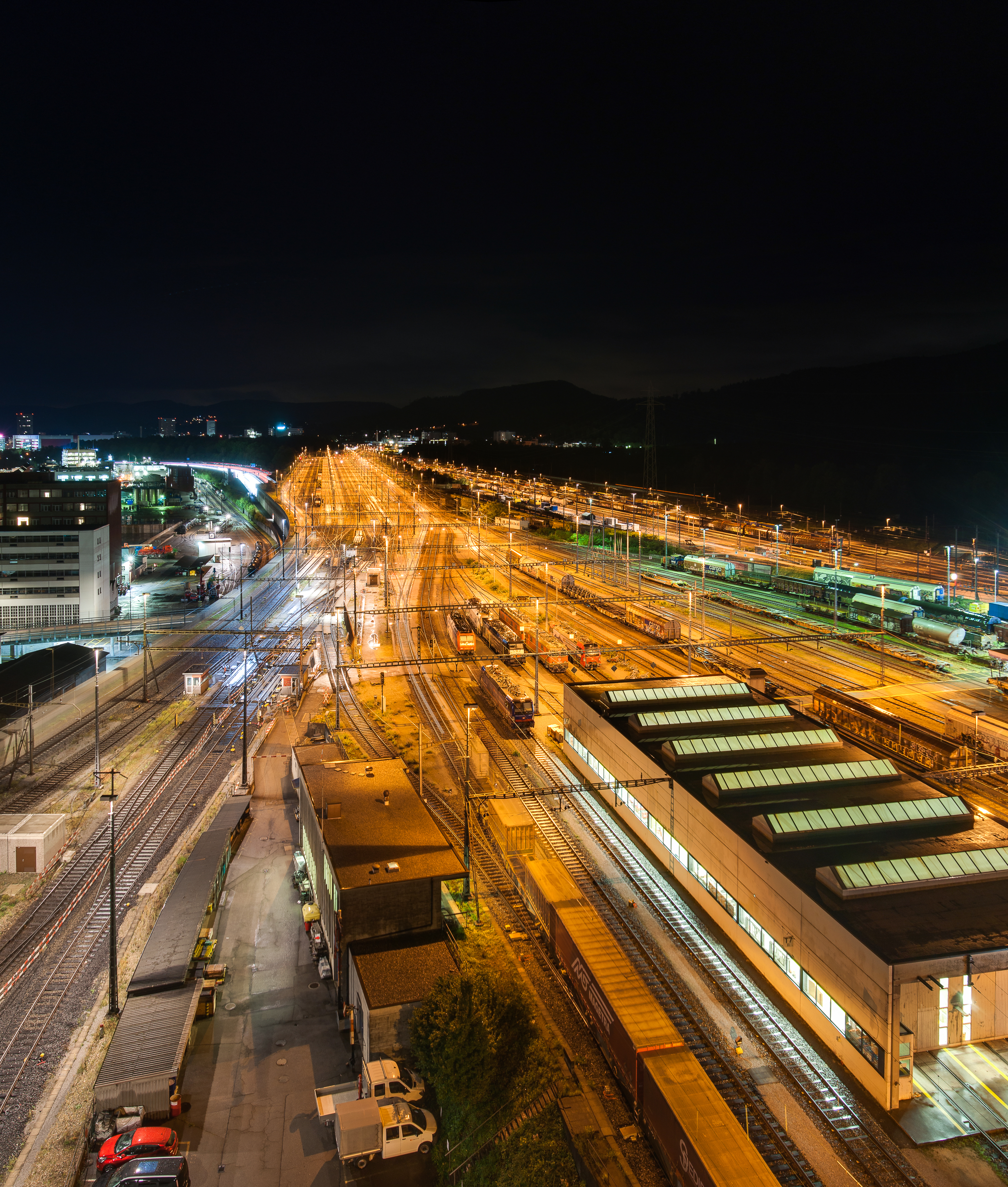
Einfahrgruppe und Zulaufbereich des RB II bei Nacht (2020)
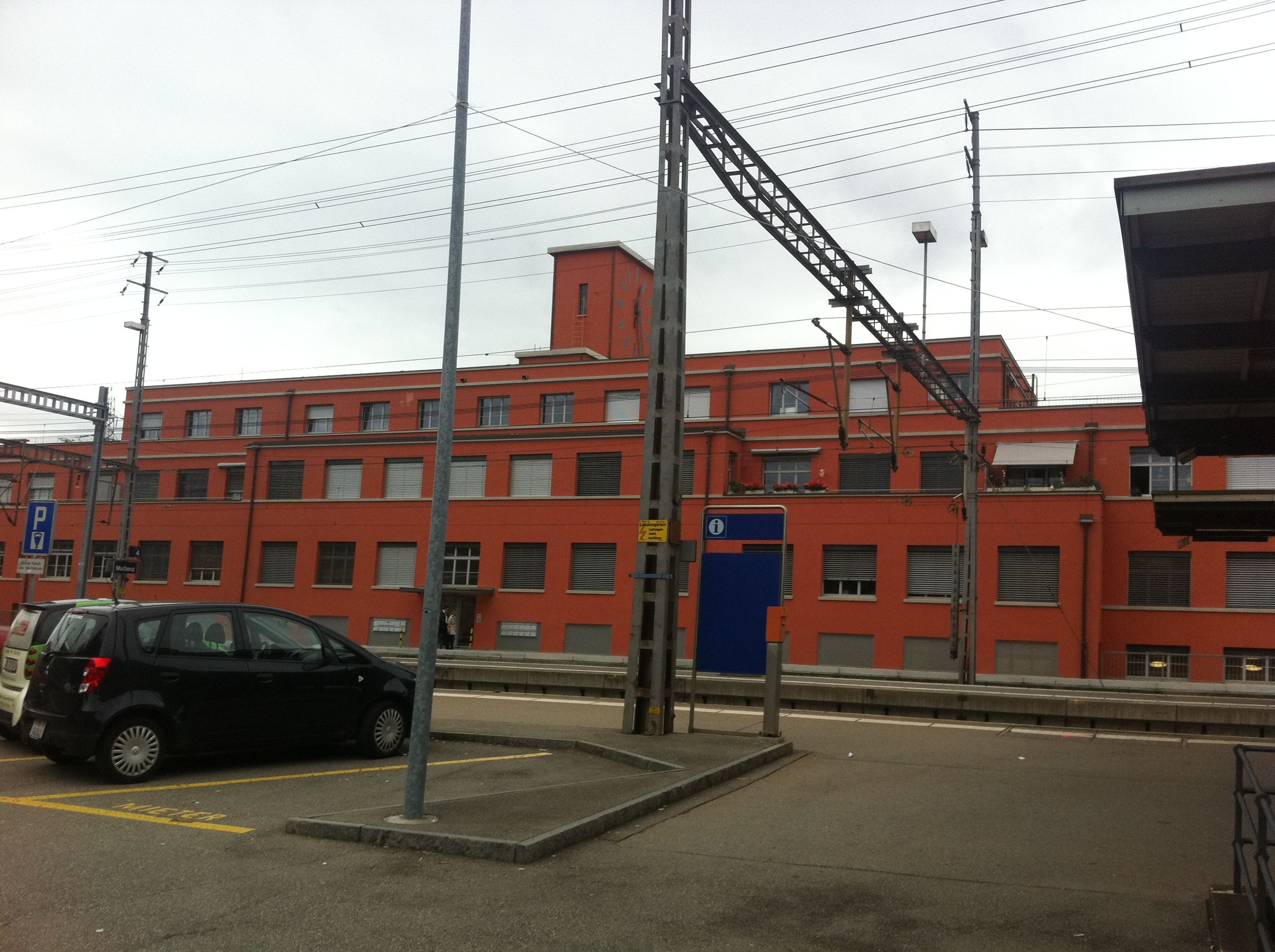
Hauptdienstgebäude (2012)
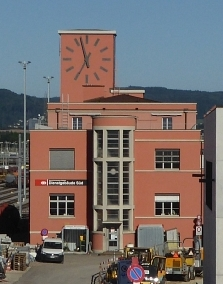
Hauptdienstgebäude (2022)